# Шульман, Филипп Евгеньевич
Фили́пп Евге́ньевич Шу́льман (род. 6 октября 1980 года, Уфа, СССР) — российский биатлонист, мастер спорта международного класса, призер этапов Кубка мира в эстафетах, серебряный призер Чемпионата Европы в эстафете, победитель и призер этапов Кубка IBU в личных гонках.
Рост 181 см, вес 72 кг.

## Спортивная карьера
- Начал заниматься биатлоном в Уфе в СДЮШОРе с 1994 года у тренера Валерия Мишингина
- Чемпион мира по биатлону среди юниоров 1996 и 1997 годов.
- С 2000 года выступал за ФСО «Динамо» (Уфа; тренер В. В. Малинский).
- В 2001 году Филипп Шульман получил звание мастера спорта международного класса.
- Член сборной команды России (2002—2008).
- Трехкратный призер этапов Кубка Мира в эстафетах, в сезонах 2003-2004,2004-2005 и 2005-2006
- Победитель и призер этапов Кубка IBU в спринте и индивидуальной гонке в сезонах 2006/07 и 2007/08
- Наилучшее достижение на этапах Кубка мира в личных гонках − 4-е место в спринте на чемпионате мира 2004 года в Оберхофе. Александр Тихонов пророчил ему радужное будущее. Однако тот успех так и остался лучшим результатом Филиппа на мировых первенствах[1].
- С 2006 года на соревнованиях представляет Ханты-Мансийский автономный округ.
- Сезон 2006/07 стал для спортсмена последним в карьере.

## Кубок мира
- 2002—2003 — 62-е место (26 очков)
- 2003—2004 — 27-е место (191 очко)
- 2004—2005 — 44-е место (80 очков)
- 2005—2006 — 78-е место (10 очков)
- 2006—2007 — 37-е место (101 очко)

## Личная жизнь
- Окончил Уфимский государственный профессионально-педагогический колледж (УГППК) по специальности «учитель физкультуры» и в 2005 году Уфимский юридический институт по специальности «ОБЭП».
- В 2006 году спортсмену была сделана операция по удалению межпозвоночной грыжи[1][2].

## Примечание
1. 1 2  Филипп Шульман: «Когда ты популярен, то вокруг тебя много людей, а как только исчезаешь с экранов, то рядом никого не остается». Дата обращения: 29 декабря 2009. Архивировано 7 января 2010 года.
2. ↑  Достижения биатлонистов Башкортостана. Дата обращения: 29 декабря 2009. Архивировано из оригинала 24 сентября 2010 года.